# Jon Harley
Jon Harley, angleški nogometaš, * 26. september 1979, Maidstone, Kent, Anglija, Združeno kraljestvo.